# Fotomorfogènesi
La fotomorfogènesi és el desenvolupament que es fa mitjançant la llum en la biologia del desenvolupament.
La fotomorfogènesi de les plantes s'estudia sovint fent servir longituds d'ona de la llum estretament controlades en el creixement de les plantes. La llum té efectes profunds en el desenvolupament de les plantes. Els canvis més evidents s'observen quan la plàntula emergeix del sòl i s'exposa a la llum per primera vegada. Normalment la radícula (arrel nova) emergeix primer de la llavor i el brot apareix quan l'arrel ja està establerta. Més tard amb el creixement del brot (particularment quan eemergeix dins la llum) hi ha una formació d'arrel secundària i el seu embrancament. Aquesta progressió coordinada de respostes de desenvolupament són les primeres manifestacions dels fenòmens de creixement correlatiu on l'arrel afecta el creixement del brot i a l'inrevés. En un alt grau, aquests creixements diferencials coordinats estan mediats per fitohormones.

## Comparació entre plàntules etiolades i desetiolades
En absència de llum, les plantes es desenvolupen sota patrons de creixements d'etiolació.
Característiques de l'etiolació
- Diferent "Ganxo apical" (dicotiledònies) o coleòptil (monocotiledònies)
- Sense creixement de les fulles
- Sense clorofil·la
- Allargament ràpid de la tija
- Expansió radial limitada de la tija
- Elongació limitada de les arrels
- Producció limitada d'arrels laterals

Característiques de la desetiolació
- El ganxo apical s'obre o el coleòptil es desplega
- Es promou el creixement de les fulles
- Es produeix clorofil·la
- Es suprimeix l'allargament de la tija
- Expansió radial de la tija
- Es promou l'allargament de les arrels
- S'accelera el desenvolupament lateral de les arrels

Els canvis de desenvolupament característics de la fotomorfogènesi, mostrats per les plàntules desetiolades, estan induïts per la llum. Típicament les plantes responen a les longituds d'ona de la llum en el blau, vermell o infraroig per l'acció de diversos sistemes fotosensibles. Les cèl·lules fotoreceptores pel vermell i ultra roig es coneixen com a fitocroms. Hi a almenys de fotoreceptors fitocroms. Hi ha diversos fotoreceptors per la regió del blau.

## Fotoreceptors en les plantes
Les plantes fan servir els fitocroms per detectar i respondre a les longituds d'ona del vermell i infraroig. Els fitocroms són proteïnes amb un pigment que absorbeix llum unit al cromòfor. El cromòfor és un tetrapirrol anomenat fitocromobilina. El fitocrom apoproteïna està sintetitzat en la forma Pr. Enlla. Després de la unió amb el cromòfor, l'holoproteïna passa a ser sensible a la llum. Si absorbeix llum roja canviarà la seva conformació a la forma activada Pfr. La forma Pfr form pot absorbir llum infraroja i passar a ser de la forma Pr. La majoria de les plantes tenen molts fitocroms codificats per diferents gens. Les diferents formes de fitocrom controlen diferents respostes però n'hi ha també de redundants i, si un fitocrom és absent, un altres Tpot fer les seves funcions. Arabidopsis thaliana té 5 fitocroms - PHYA, PHYB, PHYC, PHYD, PHYE.

## Sistemes en el blau de la llum
Les plantes també tenen molts fotoreceptors en la regió del blau de la llum amb diferents funcions. Les plantes superiors tenen 4 o 5 fotoreceptors en el blau. Les proteïnes fan servir un grup flavina com a cromòfor. Els criptocroms van evolucionar a partir de la fotoliasa de l'ADN microbià, un enzim que repara els danys a l'ADN per la llum ultraviolada. Els criptocroms controlen l'allargament de la tija, l'expansió de la fulla els ritmes circadiaris i el moment de la florida. A més de a la llum blava els criptocroms són receptius a l'ultraviolat (UV-A). La Fototropina és el fotoreceptor en el blau que controla el fototropisme. També percep la ultraviolada. També hi ha un fotoreceptor que usa un carotenoide com a cromòfor relacionat amb l'obertura d'estomes.